# Visaltía
Visaltía (griego: Βισαλτία) es un municipio de la República Helénica perteneciente a la unidad periférica de Serres de la periferia de Macedonia Central.
El municipio se formó en 2011 mediante la fusión de los antiguos municipios de Achinós, Nigrita (la actual capital municipal), Trágilos y Visaltía, que pasaron a ser unidades municipales. El municipio tiene un área de 658,3 km², de los cuales 144,3 pertenecen a la unidad municipal de Visaltía.
En 2011 el municipio contaba con 20 030 habitantes, de los cuales 4755 vivían en la unidad municipal de Visaltía.
Se sitúa en el lugar que ocupaba la región histórica de Bisaltia, a medio camino entre Serres y el norte de la península Calcídica, en la orilla meridional del río Estrimón.